# 帝国劇場
帝国劇場（ていこくげきじょう）は、東京都千代田区丸の内三丁目にあるプロセニアム形式の劇場である。1911年（明治44年）3月1日開場、3月4日に杮落し公演の初日を迎えた。1940年以降は阪急阪神東宝グループの東宝が運営している。帝劇（ていげき）の通称で知られる。

## 歴史

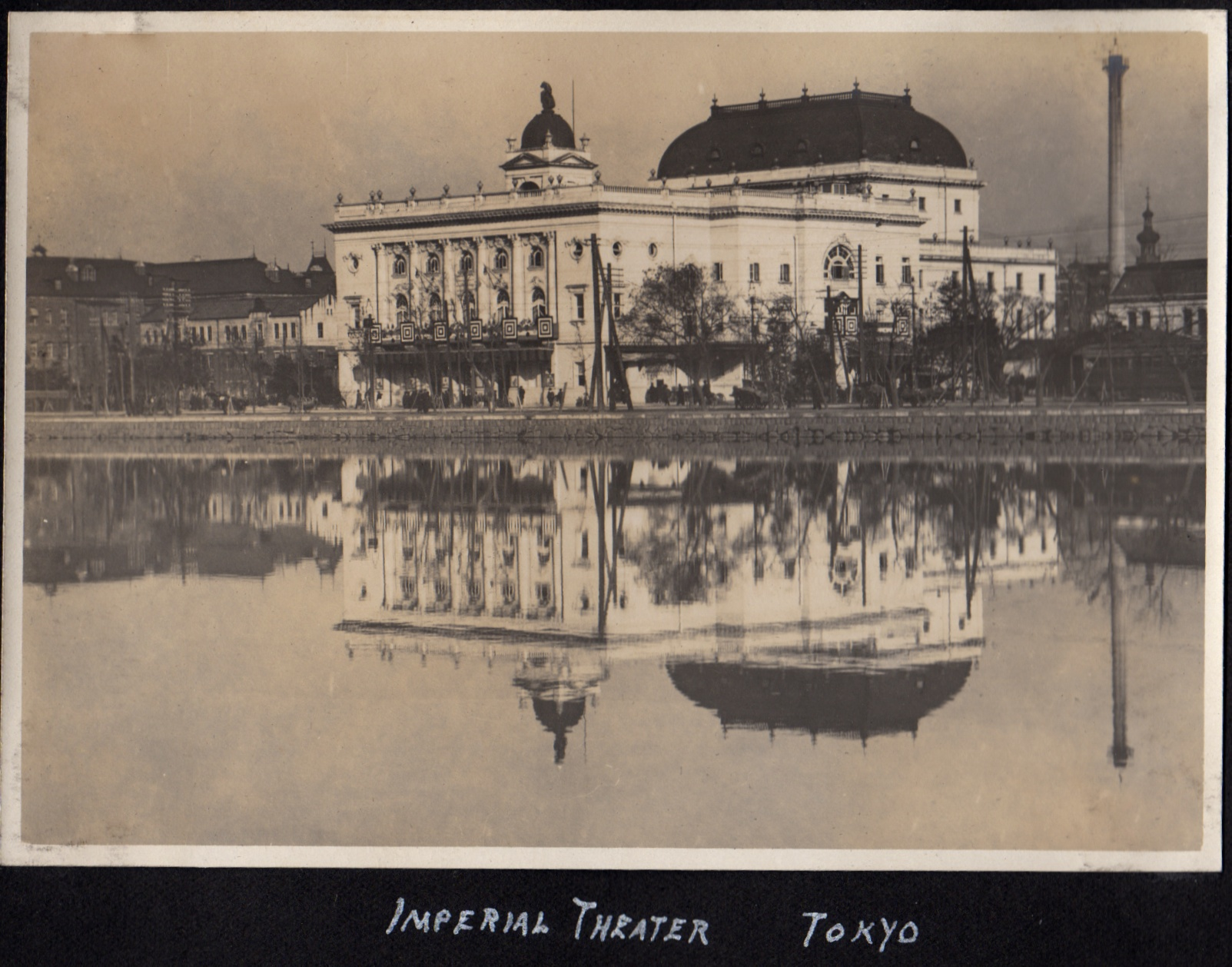
1915年の帝国劇場

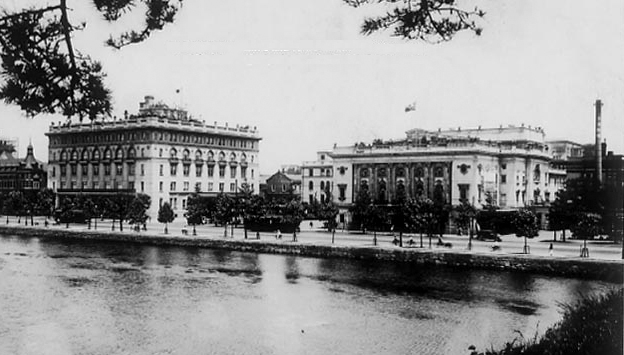
大正期（1924年以降）の東京會舘（左）と帝國劇場（右）。屋上の翁像は関東大震災で失われた。

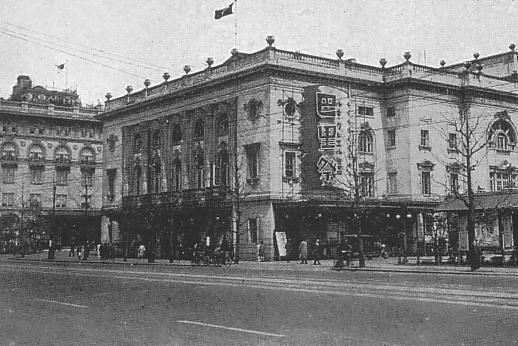
1933年（昭和8年）撮影の帝国劇場

帝国劇場は、伊藤博文、益田太郎、西野恵之助、渋沢栄一、荘田平五郎、福澤捨次郎、福澤桃介、日比翁助、田中常徳、手塚猛昌が発起人となり、大倉喜八郎が采配を振って設立された西洋式演劇劇場である。創立当時は、横河民輔設計によるルネサンス建築様式の劇場であった。

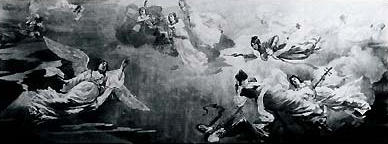
天井画 和田英作画（1911年）

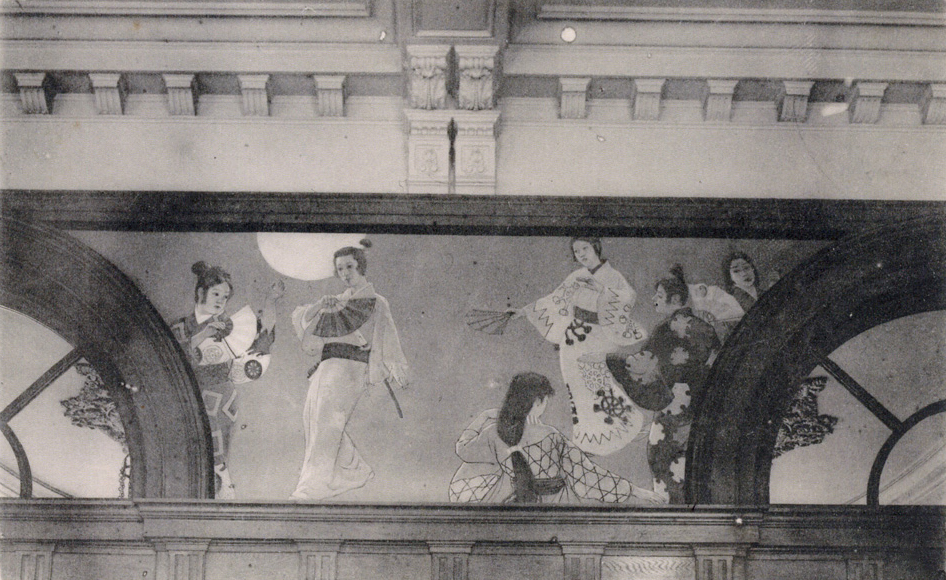
食堂壁画和田英作画「桃山の月見」（1923年）

1912年（大正元年）にイタリア人のジョヴァンニ・ヴィットーリオ・ローシーを招いて歌劇・バレエを上演したほか、六代目尾上梅幸・七代目松本幸四郎・七代目澤村宗十郎らが専属俳優となり歌舞伎やシェイクスピア劇などを上演。「今日は帝劇、明日は三越」という宣伝文句は流行語にもなり、消費時代の幕開けを象徴する言葉として定着した。

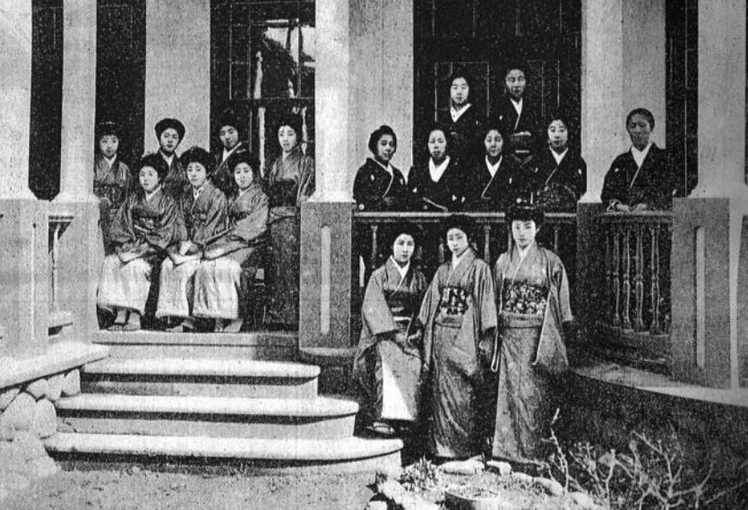
帝劇女優養成所　1909年

川上貞奴が創設した帝国女優養成所を引き継ぐ形で帝国劇場付属技芸学校を設立し、1910年（明治43年）卒業の第一期生をはじめ、多くの女優を生んだ。
1923年（大正12年）の大正関東地震（関東大震災）では隣接する警視庁から出た火災により外郭を残して焼け落ちたが、横河民輔により改修され、翌1924年（大正13年）に再開した。
1930年（昭和5年）に松竹の経営となり、間もなく洋画封切館に転用。SYチェーン（松竹洋画系）の基幹劇場となった。
1939年（昭和14年）、運営会社を東宝が合併し、翌1940年（昭和15年）に松竹の賃借期限が切れると共に東宝の手により元の演劇主体の興行形態に戻す。同年9月16日からは内閣情報部が庁舎として利用することとなり、前日15日の新国劇の上演をもって休演となった。
第二次世界大戦中の1944年（昭和19年）1月頃からは、地下食堂が一般人でも利用できる雑炊食堂として供された。

### 戦後
1952年までは第二次大戦後の米軍による占領期である。第二次世界大戦後の最初の公演は、1945年10月、六世尾上菊五郎一座の『銀座復興』公演であった。
1955年、舞台に巨大映画スクリーン・シネラマが設置され、再びシネラマ主体の洋画ロードショー用の映画館に転じたが、1964年（昭和39年）から翌年にかけての『アラビアのロレンス』を最後に上映を終了し、解体された。

### 2代目
1966年に再開場。国際ビルヂングとの一体型複合ビルの建物は、谷口吉郎設計で1966年9月29日に落成した。ビルの一部は落成当時から、石油業界大手の出光興産が本社として使用しており、最上階は出光佐三による古美術コレクションを展示する出光美術館東京館となった（出光興産は2021年に大手町に移転した）。廻り舞台は大小4つの迫りが内部に設置されており、直径16.4m・高さ22mあって、地上1階から地下6階までを貫く。
年間10作品程度を上演している。1969年から1984年までは『日本レコード大賞』の発表会会場として使われていた。また大晦日に行なわれる年末ジャンボ宝くじの抽せん会場としても知られた（1977年・1997年 - 1999年・2001年 - 2005年。1978年・1979年は日本劇場で、1980年 - 1996年は東京宝塚劇場で、2000年は新宿コマ劇場で、2006年 - 2009年は東京厚生年金会館で、2010年はメルパルク東京で、2011年 - 2016年は赤坂ACTシアターで、2017年からは東京オペラシティコンサートホールで行われている）。
2022年9月27日、東宝はビルが竣工から約56年を経過したことなどを踏まえ、共同所有する出光美術館及び「国際ビル」を所有する三菱地所と共同し一体的に建て替えを発表した。2025年2月28日をもって休館。なお東宝は25年3月から明治座で複数年・複数月上演のおける貸館契約を締結している。

### 3代目
3代目劇場は2030年度竣工予定で、建物自体は地上29階、地下4階構成となっており、このうちの低層フロアの地上4階から地下2階に劇場が入る。設計は建築家で法政大学教授の小堀哲夫が手掛け、「THE VEIL（ザ・ベール）」のコンセプトの元、自然光を採り入れるなど日比谷周辺の自然環境を生かし、「未来を見つめた日本らしさ」を体現した心地よい空間を目指すとしている。2代目と異なる点として、劇場の配置を従来から90度回転し、エントランスの正面に客席を配置、開演・終演時の混雑緩和に配慮した導線計画も行う。客席数は従来とほぼ同規模の1900席を確保しながら、ゆとりのある座席にする。舞台空間も従来と同規模を確保しつつ、舞台袖上部にはテクニカルギャラリーを確保、さらに世界レベルの最先端舞台技術を導入する。また、ロビー・ホワイエ空間の拡大、カフェやバーの充実、トイレ等のユーティリティ機能の拡充、一般の人も利用できるカフェ等の併設、バリアフリーへの配慮、地下鉄コンコース直結の地下劇場ロビーの新設も行う。
劇場以外の建物全体としては　「大手町・丸の内・有楽町地区まちづくりガイドライン2023」に沿った形で設計、歴史的な31m（百尺）の軒線を継承し、ハイグレードオフィスが整備される高層部は一定のセットバックを行うことで低層部の既存の軒線との連続性を確保した上で、低層部の屋上には皇居外苑を望む一般にも開放されるテラスを整備する。低層部には上部に出光美術館を再整備し、美術館としての機能強化を図るほか、商業ゾーンを設け、地下鉄有楽町駅・日比谷駅と合わせた地下の駅まち空間も形成、さらにJR有楽町駅方面へ繋ぐ東西地下通路も整備する。

## 定紋

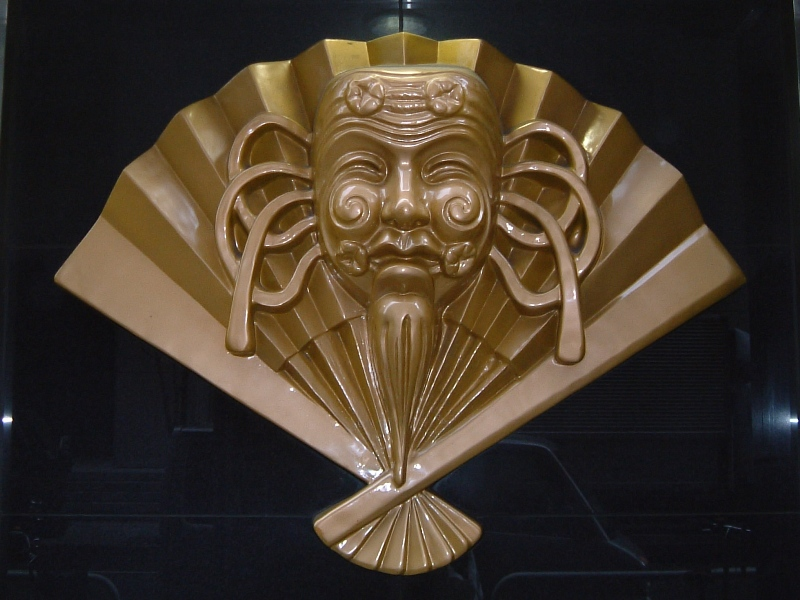
旧帝国劇場の翁面（ビル脇）

扇子と翁（おきな）の能面を組み合わせた定紋がエントランスを入ってすぐのところにあり（2019年現在）、これは初代帝国劇場のシンボルであった。
この定紋は運営会社の社章を兼ねていたが、その後、翁面が帝国劇場の英訳頭文字「T・S」を組み合わせた物に代わり、更に東宝と合併したことで東宝マークに切り替わった。現在、帝劇脇の入り口横と、東京メトロ銀座線田原町駅1番線（渋谷行き）ホームの浅草寄りの天井にそれぞれ掲げられている。

## オペラ
- 1911年
  - 『釈迦』（ハインリヒ・ヴェルクマイスター作曲のドイツ語オペラ。出演：三浦環、伊藤道郎）
  - 『胡蝶の舞』（ハインリヒ・ヴェルクマイスター作曲、松居松葉脚本）合唱と舞初演（10月）
  - カヴァレリア・ルスティカーナ（コンサート形式 / 12月、出演：三浦環、アドルフォ・サルコリ）
- 1913年　日本初演
  - ヘンゼルとグレーテル
  - 天国と地獄
  - 蝶々夫人
  - 魔笛（6月1日初演）
- 1920年
  - タンホイザーの第3幕　第1場と第2場　（12月29日、日本初演）
  - ドビュッシー『放蕩息子』指揮：山田耕作　合唱指揮：近衛秀麿　演技指導：土方与志

## バレエ、舞踊、モダンダンス
- 1915年 ローシー振付 『夢幻的バレエ』ローシー夫人、高木 徳子共演 （2月1日）
- 1916年6月　露国舞踊
- 1922年9月　パヴロワ婦人露国舞踊劇一座
- 1922年     石井漠渡欧記念舞踊公演「沈める寺」「若きケンタウルとニンフ」
- 1929年1月　スペイン舞踏家ラ・アルヘンティーナ 来日公演
- 1938年10月 「江口・宮舞踊研究所」旗揚げ公演「麦と兵隊」

- 1946年　東京バレエ団の白鳥の湖（8月9日〜30日、日本初演）
- 1947年「江口・宮舞踊研究所」 伊福部昭作曲『イゴザイダー』
- 1948年　貝谷八百子振付 『サロメ』  伊福部昭作曲
- 1948年　石井漠振付『さまよえる群像』  伊福部昭作曲
- 1949年　貝谷八百子振付『パスカーナ（憑かれたる城）』 伊福部昭作曲
- 1950年「江口・宮舞踊研究所」 伊福部昭作曲『プロメテの火 』　(12月11日、12日)

## オペレッタ、ミュージカル
- ボッカチオ (オペレッタ) （1915年4月日本初演)
- ドッチャダンネ（1917年5月） 1920年5月、1925年5月に再演。
- 宝塚少女歌劇(1918年5月)
- 帝劇藝術祭(1945年から)
- 風と共に去りぬ（1966年11月初演）
- 屋根の上のヴァイオリン弾き（1967年9月初演）
- 王様と私（1968年11月初演）
- ラ・マンチャの男（1969年4月初演）
- マイ・フェア・レディ（1970年7月初演）
- レ・ミゼラブル（1987年6月初演）
- ミス・サイゴン（1992年5月初演）
- エリザベート（2000年6月初演）
- SHOCK（2000年11月初演）
- モーツァルト!（2002年初演）
- DREAM BOY（2004年1月初演）
- ダンス・オブ・ヴァンパイア（2006年7月初演）
- JOHNNYS' World（2012年11月初演）
- 千と千尋の神隠し（2022年2月初演）
- キングダム（2023年2月初演）
- SPY×FAMILY（2023年3月初演）
- ジョジョの奇妙な冒険 ファントムブラッド（2024年2月初演）

## その他
1911年初代劇場開場演目
- 「式三番」
- 「頼朝」
- 「最愛の妻」
- 「フラワーダンス」

但し、『帝劇の五十年』の記述には
- 「頼朝」
- 「伊賀越道中双六(饅頭娘)」
- 「羽衣」

とある。

## 関連書籍
- 帝劇史編纂委員会編『帝劇の五十年』東宝、1966年
- 嶺隆『帝国劇場開幕 今日は帝劇明日は三越』中公新書、1996年
- 東宝株式会社演劇部監修『帝劇ワンダーランド 帝国劇場開場100周年記念読本』東宝演劇部 2011年
- 『コレクション・モダン都市文化 第71巻　帝劇と三越』山岸郁子編 ゆまに書房 2011年
- 『帝国劇場100年のあゆみ 1911-2011』『帝国劇場100年のあゆみ』編纂委員会,東宝株式会社総務部編 東宝 2012年